# سیارک ۴۹۲۱
سیارک ۴۹۲۱ (به انگلیسی: 4921 Volonte، نامگذاری:1980SJ) چهار هزار و نهصد و بیست و یکمین سیارک کشف شده‌است که در ۲۹ سپتامبر ۱۹۸۰ کشف شد.
قدر مطلق سیارک برابر ۱۳٫۷۰ است.